# Solo de mi
«Solo de mi» es una canción del cantante puertorriqueño Bad Bunny. La canción se estrenó por Rimas Entertainment el 14 de diciembre de 2018, como el segundo sencillo de su primer álbum de estudio X 100pre (2018). Fue escrita por Benito Martínez y Ricky Martin, bajo la producción de Tainy y La Paciencia.

## Antecedentes y composición
La canción fue lanzada a través de Rimas Entertainment el 14 de diciembre de 2018. La canción «Solo de mi» es una canción de reguetón y trap latino y tiene un tempo de 90 BPM, que aborda la violencia de género.

## Recepción crítica
El New York Times dijo que la voz de Bad Bunny suena tierna cuando interpreta la canción. La revista Rolling Stone comentó que la canción refleja a alguien que se está «reclamando a sí misma» después de ser víctima de violencia doméstica. NPR señaló que el video era «parte de una campaña contra la violencia doméstica».

## Vídeo musical
El video de «Solo de mi» se lanzó el 14 de diciembre de 2018 en el canal de YouTube de Bad Bunny. El video fue dirigido por Fernando Lugo y el propio Bad Bunny, en se muestra a una mujer cantando en un escenario con la voz del músico de fondo. A medida que avanza, le llega incluso a sangrar la nariz, al final del vídeo los rastros de violencia desaparecen.

## Posicionamiento en listas
| Listas (2018-2019)                 | Mejor posición |
| ---------------------------------- | -------------- |
| Argentina (Argentina Hot 100)      | 66             |
| España (PROMUSICAE)                | 100            |
| Estados Unidos (Billboard Hot 100) | 93             |
| Estados Unidos (Hot Latin Songs)   | 6              |

## Certificaciones
| País (organismo certificador) | Certificación       | Unidades certificadas |
| ----------------------------- | ------------------- | --------------------- |
| Estados Unidos (RIAA)         | 17x platino (latin) | 1 020 000             |